# Arapuni
Arapuni – miejscowość w Nowej Zelandii, na Wyspie Północnej, w regionie Waikato. W 2023 roku liczyła 324 mieszkańców.

## Klimat
Średnia temperatura wynosi 13 °C. Najcieplejszym miesiącem jest styczeń (20 °C), a najzimniejszym czerwiec (6 °C). Średnie opady wynoszą 1233 milimetrów rocznie. Najbardziej wilgotnym miesiącem jest sierpień (137 milimetrów opadów), a najbardziej suchym miesiącem jest styczeń (68 milimetrów opadów). 